# Vesiólaya Zhizn
Vesiólaya Zhizn (del ruso: Веселая жизнь) es un jútor del raión de Pávlovskaya del krai de Krasnodar, en Rusia. Está situado a orillas del río Bichevaya, afluente del Sosyka, tributario del Yeya, 9 km al norte de Pávlovskaya y 145 km al nordeste de Krasnodar, la capital del krai. Tenía 367 habitantes en 2010.
Pertenece al municipio Pávlovskoye.

## Transporte
Por la localidad pasa la carretera federal M4 Don.